# Luigi Corradi (ingegnere 1848)
Luigi Corradi (Senigallia, 19 settembre 1848 – Terni, 28 febbraio 1921) è stato un ingegnere italiano.
È stato il fondatore della Sezione industriale ed il preside per numerosi anni del Regio Istituto Tecnico di Terni, che contribuì in maniera determinante allo sviluppo industriale di questa città italiana.

## Biografia
Nacque a Senigallia (Provincia di Ancona) in pieno clima risorgimentale il 19 settembre 1848 da Pietro Corradi di nobile famiglia originaria di Urbino e da Teresa Massajoli, vivendo la sua giovinezza nei tumultuosi anni che prepararono l'Unità d'Italia. Il padre Pietro, professore di Matematica e Chimica dei licei di Ravenna nell'Ottocento, morì nelle epidemie di colera e Luigi fu educato dalla madre e dallo zio materno prof. Francesco Saverio Massajoli esponente di spicco del Risorgimento nelle Marche, in rapporti di amicizia con Giuseppe Garibaldi.
Terminati gli studi liceali a Ravenna, Luigi Corradi conseguì la licenza nella facoltà di Matematiche Pure dell'Università di Urbino nel 1870 e successivamente nel 1872 si laureava ingegnere civile ed architetto nella Regia Scuola d'Applicazione degli ingegneri in Roma. Due anni dopo veniva nominato dal Ministero, in un primo momento professore incaricato di fisica e agronomia, nel Regio Istituto Tecnico di Terni, e, successivamente, sempre nello stesso istituto, insegnante di fisica, storia naturale, geografia fisica e astronomica. In seguito il Comune di Terni lo nomina insegnante di matematiche anche nel Liceo comunale. I Regi Istituti Tecnici erano scuole tecniche, oggi non più esistenti, per la formazione di ingegneri e tecnici laureati. Nella maggior parte dei casi a seguito della riforma Gentile furono trasformati in Licei Scientifici.
Il Comune di Terni gli conferisce nel 1877 l'incarico di insegnare agraria, costruzioni ed estimo nella sezione di Agrimensura del Regio Istituto Tecnico di Terni, di cui divenne preside con nomina ministeriale nel 1883. 
Il Corradi, avendo notato come la maggior parte dei tecnici che occupavano posti direttivi nelle industrie italiane avevano compiuto i loro studi all'estero e che in Italia, pur con la riforma del 1876, che istituiva le Scuole Industriali annesse agli Istituti Tecnici, non si raggiungeva il livello delle scuole analoghe esistenti in Francia, Belgio e Germania, come quelle di Châlons-en-Champagne, Angers ed Aix, ne arguì che ciò era dovuto principalmente all'organizzazione delle scuole italiane. In queste non si teneva abbastanza conto dell'applicazione pratica degli studi teorici, venendo a mancare il necessario collegamento tra la scuola e l'officina.
Nello stesso anno in cui fu nominato preside del Regio Istituto Tecnico, Corradi presentò al Ministro della Pubblica Istruzione on. Michele Coppino un progetto dal titolo "Della istituzione di una Scuola di Meccanica Industriale e Metallurgia presso il Regio Istituto Tecnico di Terni", in cui si proponeva di istruire i giovani, oltre che nelle materie teoriche, nella pratica del lavoro manuale, facendo frequentare agli allievi dei primi corsi le piccole officine di cui abbondava la città, e a quelli delle classi superiori i grandi complessi meccanici e metallurgici.

Il progetto fu approvato da una commissione formata tra gli altri dai signori “Dott. Cav. Alessandro Fabri, Sindaco di Terni; On. Col. C. Zanolini, direttore degli Alti Forni e Fonderie di Terni; l'ing. G. Petaut; l'ing. Della Volta, direttore dello Stabilimento della Ferriera; Cav. G. Jacoboni, ingegnere delle Ferrovie Romane; Cav. S. Caraciotti, preside della Giunta di Vigilanza sul Regio Istituto Tecnico” ed inviato al Ministero a Roma.
Con decreto 8 agosto 1883 il Ministero approvava i provvedimenti presi dal Consiglio Municipale di Terni per l'apertura della sezione industriale. L'istituto, che aveva avuto fino a quel momento in media 15 - 20 alunni, attirò giovani da ogni parte ed acquistò un notevole prestigio.
Luigi Corradi partecipava anche in ogni occasione alla vita sociale e politica della città: nel 1885 lo troviamo a far parte, con Ottavio Coletti, Benedetto Faustini e Domenico Dorazi, della commissione edilizia che progetta il Piano regolatore di Terni: nel 1900 si fa promotore della costituzione di un sotto-Comitato della società "Dante Alighieri": nello stesso anno egli e il Regio Istituto Tecnico venivano premiati all'Esposizione Universale di Parigi con la medaglia d'oro. Per molti anni fino alla morte fu tra i soci amministratori della Cassa di Risparmio di Terni e Narni.
Fu collocato a riposo nel 1917 e, successivamente, fu nominato Ufficiale nell'ordine della Corona d'Italia. Morì in Terni il 28 febbraio 1921.
Uomo quanto mai versatile, si impegnò in moltissime attività anche lontane dalla professione da lui esercitata nell'ambito della scuola. Partecipò infatti con i tecnici del Comune alla elaborazione del Piano regolatore di Terni e contemporaneamente affiancò il senatore Paolano Manassei nella gestione del Comizio Agrario tanto da essere inviato in Sicilia a studiare da vicino una malattia della vite.
Dotato di un particolare carisma, che gli aveva procurato la stima e la fiducia degli amministratori dell'epoca, svolse la sua opera in molteplici campi ottenendo spesso ottimi risultati.
A Terni vi è una strada intitolata alla sua memoria.